# Whalsay
Die schottische Insel Whalsay (altnord. „Hvalr-øy“ -Walinsel) gehört zur Inselgruppe der Shetland-Inseln und liegt wenige Kilometer östlich der Hauptinsel Mainland. 2011 lebten 1061 Personen auf Whalsay. Mit einigen benachbarten, unbewohnten Inseln bildet Whalsay eine der 18 Gemeinden (Community Council Areas) der Shetlands.

## Geographie und Geologie

Whalsay und die Shetlands

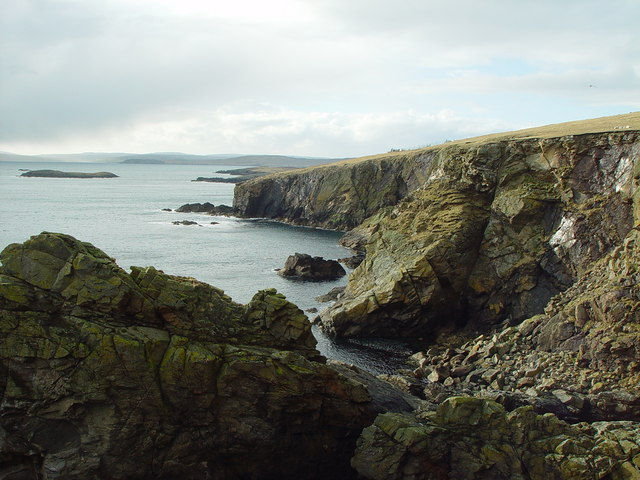
Klippen am Clett Head

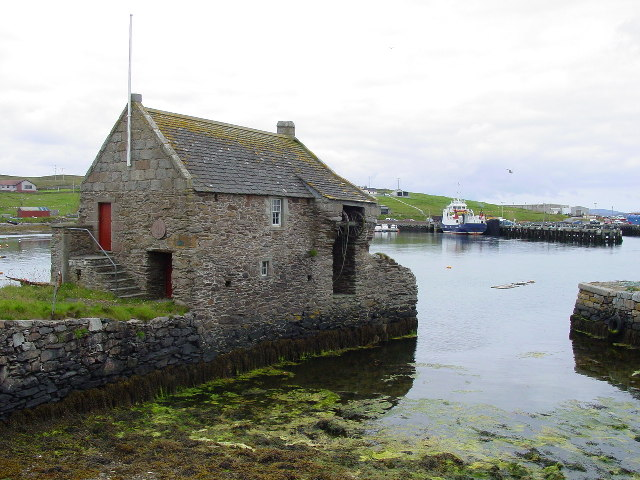
Umschlaggebäude aus der Hansezeit

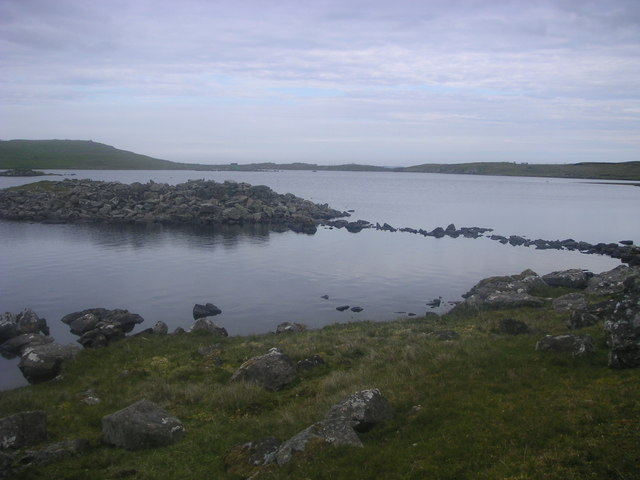
Huxter Fort, im Loch of Huxter

Whalsay liegt im Osten von Shetland. Die östliche und südliche Küste grenzt an die Nordsee, im Nordwesten ist sie von der Hauptinsel Mainland durch eine rund drei Kilometer breite Wasserstraße getrennt. Diese wird durch die Insel West Linga in einen östlichen, den Linga Sound, sowie einen westlichen Arm, den Lunning Sound geteilt. Etwa sechs Kilometer im Nordosten liegt die Inselgruppe der Out Skerries, die aber eine eigenständige Gemeinde bildet.
Whalsay ist etwa 8 × 3 km groß und hat eine Fläche von fast 20 km². Die weitgehend baumlose und eher flachwellige Insel erreicht im äußersten Süden mit dem Ward of Clett eine Höhe von 119 Metern. Weitere Erhebungen über 80 Metern sind der Setter Hill und das Gebiet des Sneugans in der Inselmitte sowie der Gamla Vord im Nordosten. Rund ein Dutzend Seen befinden sich auf Whalsay, die größeren sind der Loch of Huxter, der Loch of Houll sowie Loch Isbister. Die Küstenbereiche sind weitgehend unspektakulär, lediglich im Südosten sind Bereiche mit Klippen anzutreffen.
Die Besiedlung konzentriert sich auf die nordwestlichen, der offenen See abgewandten Teile der Insel. Hier liegt auch der Hauptort Symbister mit seinem Hafen. Die Übergänge zu den Nachbarorten Harlsdale, Sandwick und Clate im Süden sowie Sodom im Osten sind fließend. Baulich durch die Bucht North Voe getrennt folgen nach Norden Hamister, Marrister und Brough. Abseits liegen Skaw im äußersten Norden sowie, nahe der Ostküste, Isbister und Huxter.
Den geologischen Untergrund der Insel bilden metamorphe Gesteine: aus Pelit entstandene Gneise, verbreitet mit Granat und Kyanit sowie Quarzit mit Intrusionen aus Granit. In einem Streifen an der südöstlichen Küste führte die partielle Aufschmelzung zu einem granitartigen Gestein. In der letzten Kaltzeit war der Bereich von Whalsay von Gletschern bedeckt, die von ihnen hinterlassenen Geschiebemergel bedecken große Teile der Insel. In drei Bereichen ist großflächig Torf an der Oberfläche zu finden: rund um Loch Livister mit dem Sneugans in der Inselmitte, in der Gegend zwischen Loch Vats-houll und Gamla Vord sowie an der Halbinsel Challister Ness im Norden.

## Geschichte
Die ältesten Spuren menschlicher Besiedlung stammen aus dem Neolithikum, weitere Funde aus der Bronze- und Eisenzeit. Zu nennen wären die Menhire von Yoxie, The Gairdie und der Broch am Loch of Huxter, Benie Hoose und die Burnt Mounds am Loch of Sandwick.
Wirtschaftlich von Bedeutung für Whalsay wurde der Handel mit der Hanse, urkundlich erwähnt erstmals 1557. Zunächst über das Kontor in der norwegischen Stadt Bergen, später direkt mit Hamburg und Bremen. Exportiert wurde Stockfisch, insbesondere Kabeljau und Leng, im Gegenzug geliefert wurden unter anderem Saatgut, Tuch, eiserne Werkzeuge, Alkoholika und diverse Luxusgüter. Nach einem schleichenden Niedergang endete diese Phase 1707 mit Inkrafttreten des Act of Union, dessen steuerliche Bestimmungen den Handel unattraktiv machten. Als bauliches Denkmal aus dem 16. oder 17. Jahrhundert sind im Hafen von Symbister die ehemals als Bremen Booth (Bremer Bude) bezeichnete, damals nur im Sommer besetzte Handelsstation sowie das nahegelegene Umschlaggebäude am Pier vorhanden. In der Folgezeit verlagerte sich der Schwerpunkt auf den Fang von Heringen, der höchste Wert an gefangenem Fisch wurde 1832 erzielt. Weitere Hochphasen waren Ende des 19. und Mitte des 20. Jahrhunderts, sie wechselten sich ab mit deutlichen Rückgängen in den dazwischenliegenden Jahren.
Seit der Mitte des 16. Jahrhunderts waren Mitglieder der Familie der Bruce of Symbister als Lairds in Whalsay ansässig, sie wurden sowohl hier als auch in Dunrossness maßgebende Grundherren. Die Kosten des von ihnen 1832 als Herrenhaus errichteten Symbister House gelten als Ursache für ihren Niedergang, die Familie starb 1944 aus.

## Politik und Verwaltung
Im Rahmen des Systems der Civil Parishes als lokale Verwaltungseinheit gehörte Whalsay, wie auch der gegenüberliegende Teil von Mainland und die etwa sechs Kilometer nordöstlich gelegenen Out Skerries, zu Nesting. Es wurde 1929 auf statistische und verwaltungsinterne Funktionen reduziert; eine entsprechende Zuordnung ist daher nach wie vor anzutreffen, hat aber keine administrative Bedeutung mehr. Nachdem mit dem Local Government (Scotland) Act 1973 die mittleren Behörden verpflichtet wurden, die Rahmenbedingungen zur Einrichtung von Gemeinderäten (Community Councils) auf lokaler Ebene zu schaffen und entsprechende Gebiete auszuweisen, entstand Whalsay neu als eigenständige Gemeinde (Community Council Area). Zu ihrem Gebiet gehören auch einige kleinere, unbewöhnte Insel in der unmittelbaren Umgebung. Benachbart liegen die Gemeinden Nesting and Lunnasting sowie die Skerries. Der Community Council umfasst sieben Personen. Mit den Skerries sowie den im Nordwesten gelegenen Inseln Yell, Unst und Fetlar bildet Whalsay für die Wahlen zum Parlament der Shetlands einen Wahlkreis (Ward), der drei Abgeordnete entsendet.

## Verkehr

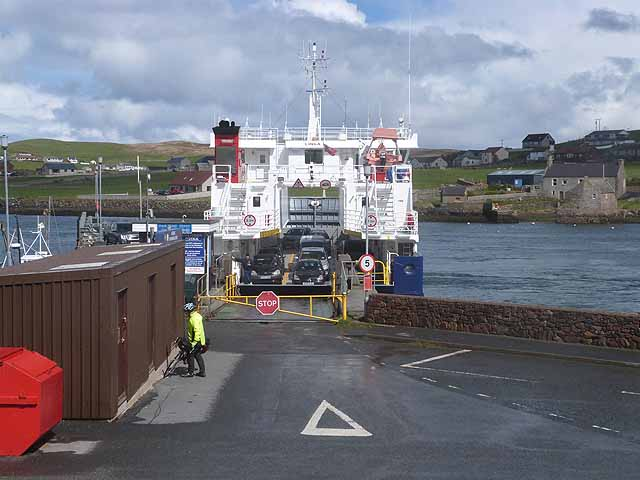
Fährschiff Hendra im Hafen von Symbister

Zum Hafen von Symbister besteht von der Hauptinsel Mainland aus eine Fährverbindung, die von frühmorgens bis spätabends im Schnitt etwa einmal pro Stunde bedient wird. Im Regelfalle verkehrt sie vom Hafen des Ortes Laxo aus, bei schlechter Wetterlage ab Vidlin. Von beiden Orten besteht werktags bis zu dreimal täglich mit der Linie 19 Busanschluss nach Lerwick, der Hauptstadt der Shetland-Inseln. Mehrfach die Woche verkehren außerdem Fähren von und zu den Skerries. Whalsay besitzt ganz im Norden, in der Nähe von Skaw  einen kleinen Flugplatz, der aber nur bedarfsweise angeflogen wird. Ein Teil des Hafens ist als Marina ausgewiesen.
Der Bau einer festen Querung von Mainland nach Whalsay wurde, wie auch nach Yell, Unst und Bressay, seit Beginn des 21. Jahrhunderts verschiedentlich angedacht. Ein Angebot einer norwegischen Investmentgesellschaft, 85 Prozent der Kosten eines Tunnels von geschätzten 83 Millionen Pfund vorab zu finanzieren, lehnte der Rat der Shetlands im Herbst 2016 ebenso ab wie auch den Bau eines neuen Fähranlegers an der Bucht North Voe, der 26,6 Millionen Pfund gekostet hätte. Der Tunnel hätte, je nach Variante, eine Länge zwischen 5,7 und 7,1 Kilometern.

## Wirtschaft
Bedeutendster Wirtschaftsfaktor Whalsays ist Fisch, der Hafen von Symbister ist Standort mehrerer hochseetauglicher Trawler. In der Bucht North Voe werden in Aquafarming Atlantischer Lachs und Lumpfische und gezüchtet. Die Schließung eines Verpackungsunternehmens 2012 erwies sich als schwerer Schlag für die Insel. Das Angebot eines fischverarbeitenden Konzerns aus Norwegen, einen Nachfolgebetrieb zu errichten, scheiterte 2016 an der Weigerung des Rates der Shetlands, in die dafür notwendige Erweiterung des Hafens zu investieren. Ein Gutachten von Highlands and Islands Enterprise, der Entwicklungsagentur der schottischen Regierung für den Norden des Landes, hatte zuvor den Bedarf für eine derartige Fabrik festgestellt, als Standort aber die Hauptstadt der Shetlands, Lerwick empfohlen.
Der Tourismusbereich ist nur wenig entwickelt. Die einzige Gaststätte der Insel ist nur tageweise geöffnet, ergänzend bestehen die Heime einiger Vereine. Das Beherbungsangebot beschränkt sich im Wesentlichen auf mehrere sogenannte böds, das sind Ferienhäuser mit einfacher Ausstattung. Eines von diesen, in Sodom, wurde in einem Gebäude eingerichtet, in dem in den 1930er-Jahren der bekannte schottische Politiker, Schriftsteller und Dichter Hugh MacDiarmid lebte. Auch die Landwirtschaft spielt nur eine nachgeordnete Rolle, sie wird hauptsächlich von Croftern betrieben. In den Bereichen mit anstehendem Torf wird dieser als Brennmaterial für den Eigenverbrauch gestochen.

## Öffentliche Einrichtungen und Infrastruktur

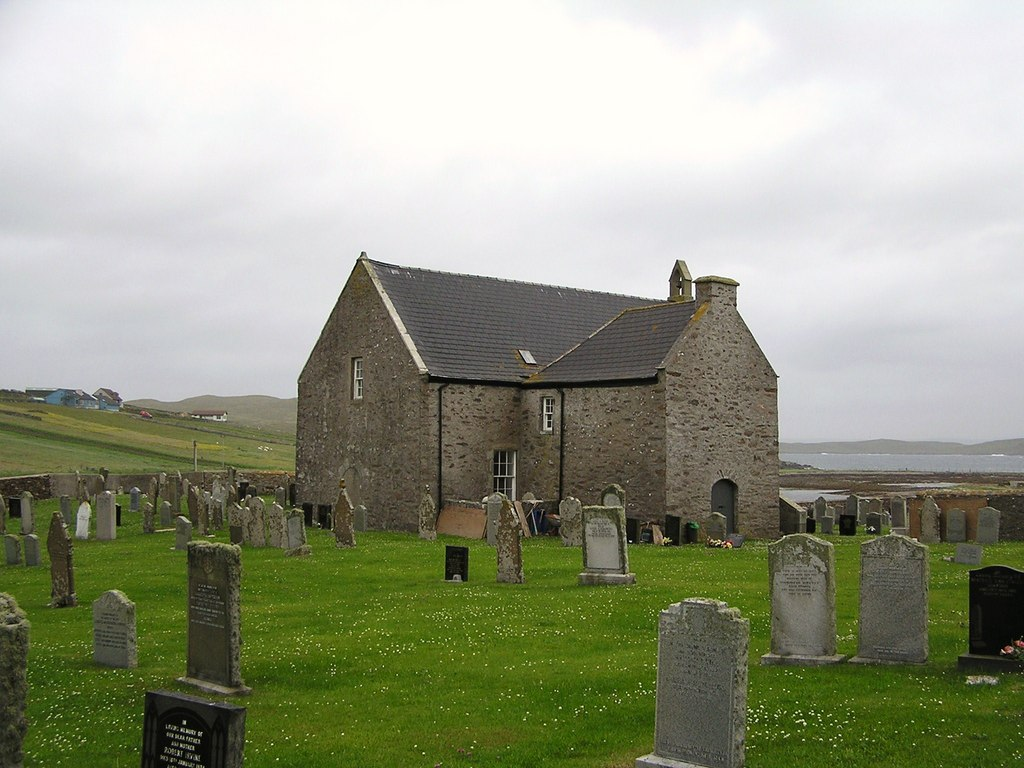
Kirche und Friedhof von Whalsay

Whalsay besitzt im Ostteil von Symbister einen Kindergarten sowie eine Grund- und eine weiterführende Schule. Die Schulen, die zuvor in Brough und Isbister untergebracht waren, waren Mitte der 1960er-Jahre in das Symbister House umgezogen. 1993 bezog die Grundschule einen Neubau, seither dient Symbister House der Sekundarstufe. Die einzige Kirche von Whalsay sowie der Friedhof liegen auf der Halbinsel Kirk Ness, nördlich von Brough.
Die Gemeinde besitzt zwei Veranstaltungshallen, eine in Symbister und eine in Isbister, sowie ein Jugendzentrum in Livister. Hinzu kommt ein Sport- und Freizeitzentrum mit einer Schwimmhalle. Auf einem 2002 eingeweihten Kunstrasenplatz trägt der Fußballclub Whalsay FC seine Heimspiele aus. Die Mannschaft konnte auf Amateurebene mehrere Meisterschaften und Pokale erringen, in der Saison 2018 tritt sie in der obersten Liga der Inseln an. Der Golfplatz in der Nähe von Skaw im äußersten Norden der Insel ist der nördlichste im Vereinigten Königreich.
Die gesundheitliche Versorgung der Bevölkerung wird durch ein kleines medizinisches Zentrum sichergestellt, in Marrister besteht ein Alten- und Pflegeheim mit zehn Zimmern. Der Trinkwasserversorgung dienen zwei Seen im Südteil der Insel, Bu Water sowie der Loch of Huxter. An letzterem wurde 2017 eine Wasseraufbereitungsanlage in Betrieb genommen, die Nanofiltration und Umkehrosmose nutzt. Sie ersetzte eine ältere Pumpstation am See.

## Kultur
Whalsay weist zwei Museen auf: Das kleine Pier House Museum, das an den Handel mit der Hanse erinnert, befindet sich in der früheren Bremer Bude am Pier. Im Midden Court, einem landwirtschaftlichen Nebengebäude des Symbister House, wurde nach langjähriger Renovierung 2006 das Whalsay Heritage and Community Centre eröffnet. Es präsentiert die verschiedenen historischen und traditionellen Aspekte des Lebens auf der Insel, darunter auch den Einfluss der Lairds.
Symbister House, das Pier House und die Kirche sind als Listed Building der Kategorie B, Harbour View, ein Skeo sowie die Southwest Docks der Kategorie C eingestuft. Von den insgesamt 73 archäologischen Fundstätten sind sechs als Scheduled Monument ausgewiesen, darunter der Chambered Cairn am Ward of Symbister Ness, die Burnt Mounds am Loch of Sandwick, prähistorische Siedlungsreste am Suther Ness sowie der Broch am Loch of Huxter.

## Bildergalerie

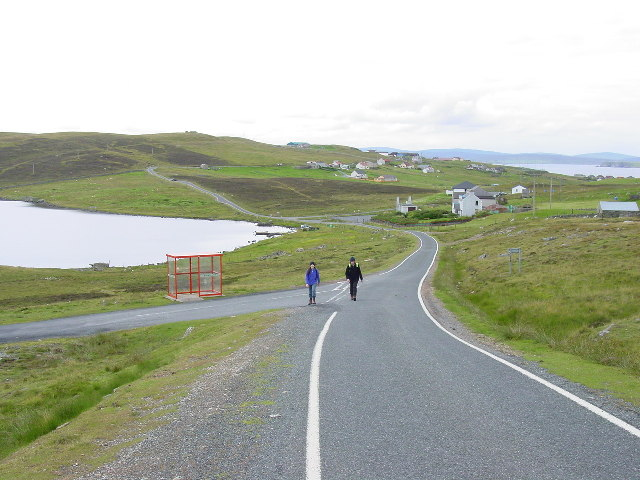
Landschaft im Inselinneren
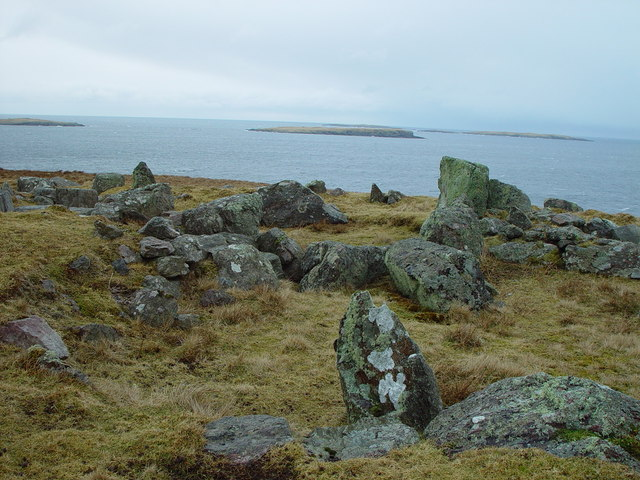
Menhire von Yoxie
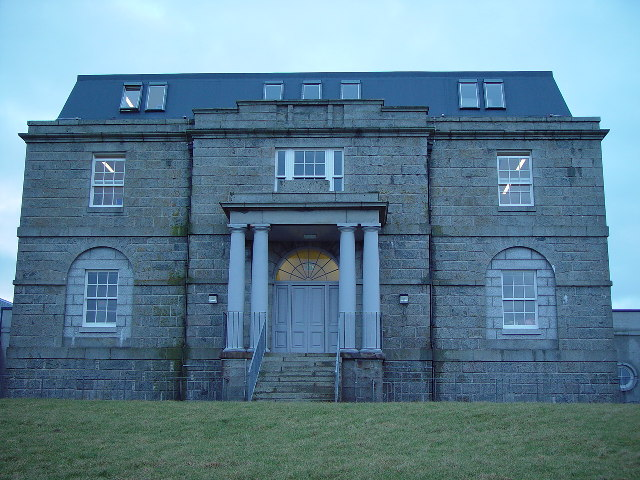
Symbister House
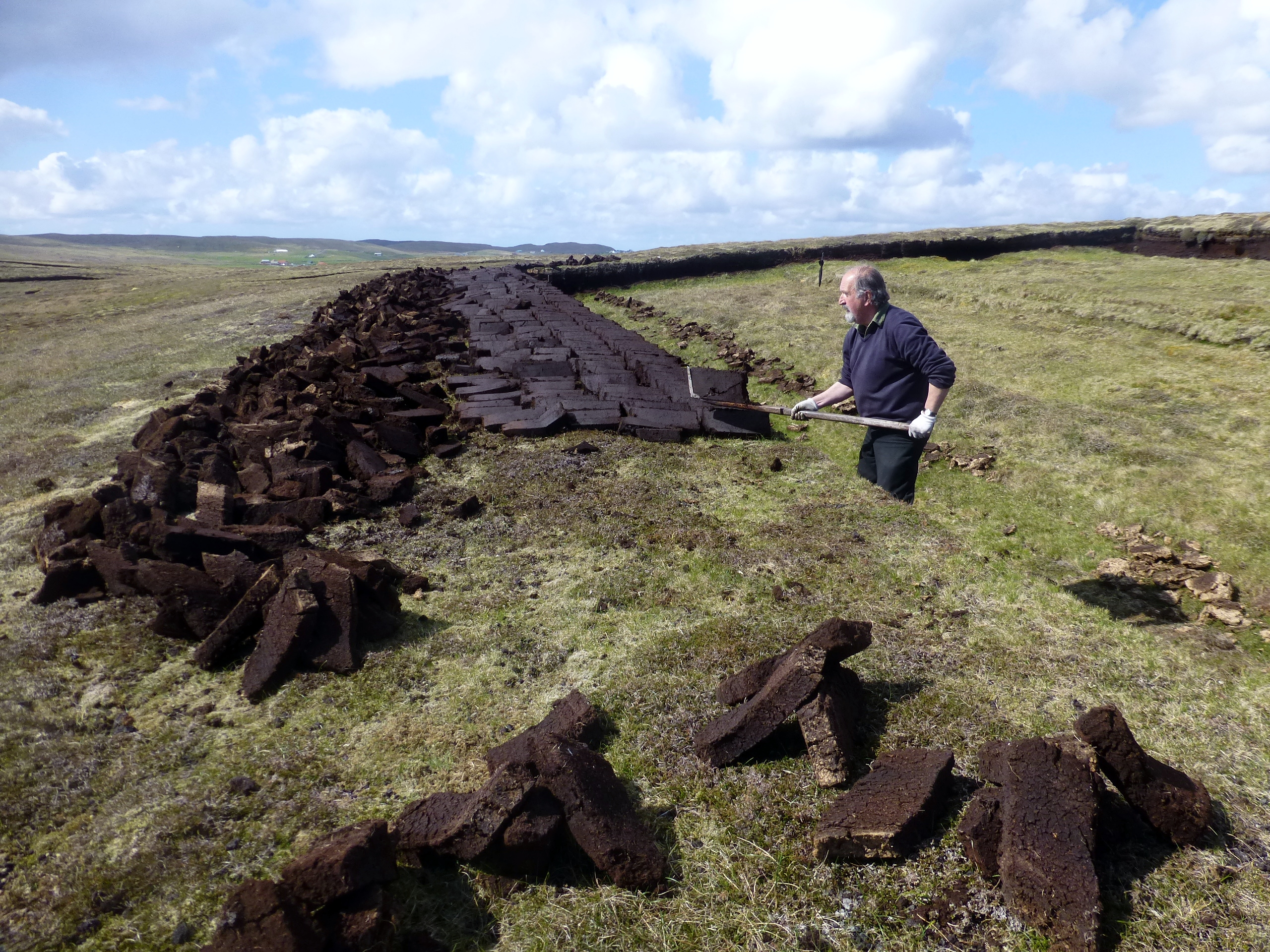
Torfstecher nahe dem Challister Ness
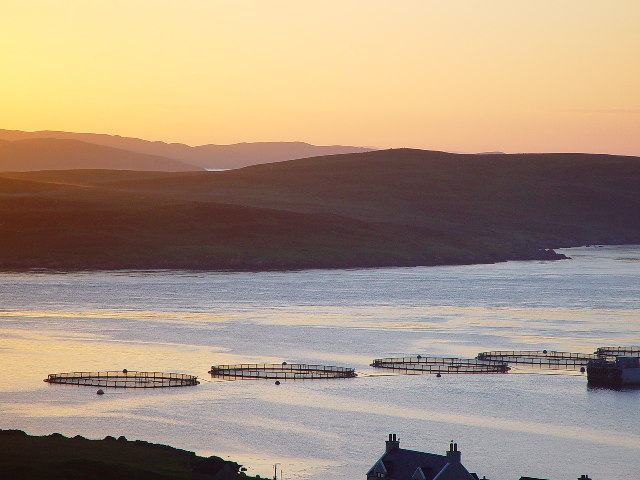
Aquakulturen im North Voe